# La Chapelle (Ardenas)
 La Chapelle  es una población y comuna francesa, en la región de Champaña-Ardenas, departamento de Ardenas, en el distrito de Sedan y cantón de Sedan-Nord.

## Demografía
| 125 | 124 | 99 | 116 | 145 | 156 | 165 |
| Para los censos de 1962 a 1999 la población legal corresponde a la población sin duplicidades (Fuente: INSEE [Consultar]) |     |    |     |     |     |     |